# Aha
Hor-Aha (aha egyptsky „bojovník“) byl egyptským faraonem 1. dynastie. Vládl přibližně v letech 3032/2982–3000/2950 př. n. l. Není jisté, zda tento král nebyl totožný s králem Menim či Narmerem nebo dokonce s oběma dvěma. S Menim je spojován díky nápisu na nakádské slonovinové tabulce.

## Vláda
Hor-Aha byl vlastně skutečným králem celého Egypta, možná mu však nepodléhal celý Dolní Egypt. Dobytá území zpacifikoval a chránil před Libyjci. Na jižních hranicích země úspěšně válčil s Núbijci, díky vojenským úspěchům v této oblasti se mu hranice podařilo posunout až k prvnímu nilskému kataraktu. Nebo dokonce až k Gabal es Silsile. Dokládá to ebenová tabulka oslavující faraonovo vítězství, která byla nalezena v Abydu. S největší pravděpodobností sídlil v Ceneji. Nechal vybudovat v dolnoegyptské Saji chrám zasvěcený tamější bohyni Neitě. Jestliže byl totožný s Menim, vybudoval první hlavní město sjednoceného Egypta, Mennofer. Možná také nechal vybudovat město Šedet (řecky Krokodilopolis), jednou totiž byl prý na lovu v oáze Fajjúm, kde jej najednou napadli jeho vlastní psi, před nimiž skočil do jezera, kde jej na zádech na druhý břeh přenesl krokodýl. Za záchranu života pak zasvětil toto jezero právě krokodýlovi a u oázy nechal vybudovat město jemu zasvěcené. Je také možné, že se Aha týkají také některé informace o Menim, například to, že zemřel na zranění, jež mu způsobil hroch. Podle Diodóra jej Egypťané pokládali za krále, jenž je naučil uctívat bohy a žít civilizovaně.

## Hrobka
Podobně jako všichni králové 1. dynastie si i Aha nechal postavit hrobky dvě. Hrobka, která se nachází v Abydu, je pouze symbolická. Je ze všech symbolických hrobek, které se nacházejí v severozápadní části abydského pohřebiště, největší. Její pohřební komora má půdorys o rozměrech 11,7×9,5 metru, je vyzděná nepálenými cihlami a vyztužena dřevěnými trámy. Jeho skutečná hrobka se nachází v Sakkáře. Její podzemní část je vytesána do skály a tvoří ji pět místností. Nadzemní část je postavena z cihel a přepážky ji dělí na 27 komor, kde byla uložena pohřební výbava. Kolem této hrobky se zachovaly zbytky dvou ohradních zdí.